# Verein für Leibesübungen Bochum 1848 2002-2003
Questa voce raccoglie le informazioni riguardanti il Verein für Leibesübungen Bochum 1848 nelle competizioni ufficiali della stagione 2002-2003.

## Stagione
Nella stagione 2002-2003 il Bochum, allenato da Peter Neururer, concluse il campionato di Bundesliga al 9º posto. In Coppa di Germania il Bochum fu eliminato ai quarti di finale dal Kaiserslautern.

## Rosa
| N. |                        | Ruolo | Calciatore              |
| -- | ---------------------- | ----- | ----------------------- |
| 1  | Paesi Bassi (bandiera) | P     | Rein van Duijnhoven     |
| 3  | Germania (bandiera)    | D     | Martin Meichelbeck      |
| 4  | Nigeria (bandiera)     | C     | Sunday Oliseh           |
| 5  | Danimarca (bandiera)   | D     | Søren Colding           |
| 6  | Camerun (bandiera)     | D     | Raymond Kalla           |
| 7  | Germania (bandiera)    | C     | Paul Freier             |
| 8  | Germania (bandiera)    | C     | Sebastian Schindzielorz |
| 9  | Panama (bandiera)      | A     | Thomas Christiansen     |
| 10 | Germania (bandiera)    | C     | Dariusz Wosz            |
| 12 | Paesi Bassi (bandiera) | D     | Anton Vriesde           |
| 13 | Germania (bandiera)    | P     | Christian Vander        |
| 14 | Islanda (bandiera)     | C     | Þórður Guðjónsson       |
| 15 | Germania (bandiera)    | D     | Frank Fahrenhorst       |
| 16 | Iran (bandiera)        | A     | Vahid Hashemian         |

| N. |                      | Ruolo | Calciatore      |
| -- | -------------------- | ----- | --------------- |
| 17 | Germania (bandiera)  | C     | Björn Joppe     |
| 18 | Croazia (bandiera)   | C     | Filip Tapalović |
| 20 | Russia (bandiera)    | C     | Sergey Mandreko |
| 21 | Sudafrica (bandiera) | A     | Delron Buckley  |
| 22 | Germania (bandiera)  | D     | Michael Bemben  |
| 22 | Germania (bandiera)  | D     | Thomas Reis     |
| 23 | Germania (bandiera)  | C     | Cristian Fiél   |
| 26 | Italia (bandiera)    | A     | Luciano Velardi |
| 29 | Germania (bandiera)  | C     | Alexander Thamm |
| 31 | Germania (bandiera)  | A     | Marcus Fischer  |
| 34 | Germania (bandiera)  | C     | David Zajas     |
| 44 | Croazia (bandiera)   | P     | Toni Tapalović  |
| 27 | Germania (bandiera)  | C     | Danny Woidtke   |
| 33 | Germania (bandiera)  | C     | Sascha Höhle    |

## Organigramma societario
Area tecnica
- Allenatore: Peter Neururer
- Allenatore in seconda: Frank Heinemann, Nicolas Michaty
- Preparatore dei portieri:
- Preparatori atletici:

## Calciomercato

### Sessione estiva
| Acquisti | Acquisti          | Acquisti          | Acquisti |
| R.       | Nome              | da                | Modalità |
| -------- | ----------------- | ----------------- | -------- |
| C        | Þórður Guðjónsson | Preston N.E.      |          |
| D        | Raymond Kalla     | Extremadura       |          |
| C        | Filip Tapalović   | Monaco 1860       |          |
| P        | Toni Tapalović    | Schalke 04        |          |
| D        | Anton Vriesde     | Uerdingen 05      |          |
| C        | David Zajas       | Bochum (juniores) |          |

| Cessioni | Cessioni          | Cessioni              | Cessioni |
| R.       | Nome              | da                    | Modalità |
| -------- | ----------------- | --------------------- | -------- |
| C        | Dietmar Berchtold | Bochum II             |          |
| C        | Markus Ehrhard    | Wattenscheid 09       |          |
| D        | Hilko Ristau      | Saarbrücken           |          |
| D        | Rouven Schröder   | Duisburg              |          |
| D        | Axel Sundermann   | Verl                  |          |
| D        | Samir Toplak      | Varaždin              |          |
| C        | Dino Toppmöller   | Eintracht Francoforte |          |

### Sessione invernale
| Acquisti | Acquisti      | Acquisti          | Acquisti |
| R.       | Nome          | da                | Modalità |
| -------- | ------------- | ----------------- | -------- |
| C        | Sunday Oliseh | Borussia Dortmund |          |
| C        | Cristian Fiél | Union Berlino     |          |

| Cessioni | Cessioni       | Cessioni   | Cessioni |
| R.       | Nome           | da         | Modalità |
| -------- | -------------- | ---------- | -------- |
| A        | Peter Graulund | Aarhus     |          |
| D        | Mirko Dickhaut | SW Bregenz |          |

## Risultati

### Bundesliga

#### Girone di andata
| Arbitro: | Weiner |

|           |           |                                    |
| Ćirić 51’ | Marcatori | 6’, 20’ Christiansen 83’ Hashemian |

| Arbitro: | Kemmling |

|                                                     |           |  |
| Christiansen 26’, 35’, 84’ Freier 33’ Hashemian 64’ | Marcatori |  |

| Arbitro: | Albrecht |

|                      |           |                                                          |
| Šimák 10’ França 75’ | Marcatori | 13’ Guðjónsson 33’ Wosz 43’ Fahrenhorst 60’ Christiansen |

| Bochum 10 settembre 2002, ore 20:00 CEST 4ª giornata | Bochum    | 0 – 0 referto | Borussia Dortmund | Ruhrstadion (32 645 spett.)\| Arbitro: \| Steinborn \| |
| Arbitro:                                             | Steinborn |               |                   |                                                        |

| Arbitro: | Meyer |

|  |           |           |
|  | Marcatori | 32’ Salou |

| Arbitro: | Merk |

|                     |           |                               |
| Bobic 44’ Linke 73’ | Marcatori | 24’ Fahrenhorst 89’ Tapalović |

| Arbitro: | Fleischer |

|            |           |                                             |
| Freier 22’ | Marcatori | 16’, 50’ Ailton 37’ Charisteas 87’ Krstajić |

| Arbitro: | Fandel |

|                                 |           |                   |
| Élber 27’, 90’ Pizarro 39’, 66’ | Marcatori | 77’ Schindzielorz |

| Arbitro: | Wack |

|                                                          |           |                        |
| Christiansen 5’ Fahrenhorst 56’ Freier 57’ Hashemian 82’ | Marcatori | 6’ Klimowicz 37’ Ponte |

| Arbitro: | Weiner |

|                                    |           |  |
| Wosz 49’ Freier 80’ Guðjónsson 90’ | Marcatori |  |

| Arbitro: | Meyer |

|                            |           |                                    |
| Ganea 74’, 86’ (rig.), 90’ | Marcatori | 67’ Christiansen 84’ Schindzielorz |

| Arbitro: | Keßler |

|  |           |                      |
|  | Marcatori | 7’, 21’ Christiansen |

| Arbitro: | Kircher |

|  |           |                              |
|  | Marcatori | 48’ (aut.) Kalla 86’ Asamoah |

| Arbitro: | Fleischer |

|                   |           |                            |
| Demo 56’ Hout 59’ | Marcatori | 86’ Hashemian 90’ Graulund |

| Arbitro: | Strampe |

|  |           |                                        |
|  | Marcatori | 3’ Lense 53’ (aut.) Vander 87’ Diabang |

| Arbitro: | Albrecht |

|              |           |              |
| Barbarez 56’ | Marcatori | 90’ Graulund |

| Arbitro: | Fandel |

|                  |           |           |
| Christiansen 76’ | Marcatori | 14’ Lauth |

#### Girone di ritorno
| Arbitro: | Wagner |

|                             |           |           |
| Christiansen 27’ Freier 33’ | Marcatori | 24’ Cacau |

| Arbitro: | Gagelmann |

|                             |           |                |
| Reghecampf 2’ Juskowiak 82’ | Marcatori | 90’ Guðjónsson |

| Arbitro: | Steinborn |

|                    |           |           |
| Hashemian 68’, 84’ | Marcatori | 78’ Babić |

| Arbitro: | Aust |

|                                                    |           |            |
| Reina 33’ Koller 42’ Frings 45’ (rig.), 67’ (rig.) | Marcatori | 8’ Buckley |

| Arbitro: | Stark |

|              |           |               |
| Di Salvo 31’ | Marcatori | 61’ Hashemian |

| Arbitro: | Koop |

|                  |           |                       |
| Christiansen 62’ | Marcatori | 5’ Vinícius 36’ Bobic |

| Arbitro: | Sippel |

|                        |           |  |
| Ailton 52’ Banović 56’ | Marcatori |  |

| Arbitro: | Merk |

|                  |           |                                            |
| Christiansen 90’ | Marcatori | 19’ Pizarro 37’ Élber 49’ Kovač 87’ Sagnol |

| Arbitro: | Keßler |

|                      |           |  |
| Marić 21’ Präger 32’ | Marcatori |  |

| Arbitro: | Albrecht |

|                  |           |           |
| Christiansen 81’ | Marcatori | 90’ Ramzy |

| Arbitro: | Wack |

|            |           |  |
| Dárdai 63’ | Marcatori |  |

| Arbitro: | Stark |

|                                     |           |             |
| Hashemian 40’, 66’ Christiansen 68’ | Marcatori | 25’ Kurányi |

| Arbitro: | Fröhlich |

|            |           |                              |
| Varela 28’ | Marcatori | 23’ Christiansen 89’ Buckley |

| Arbitro: | Wagner |

|                  |           |              |
| Christiansen 20’ | Marcatori | 19’ Forssell |

| Arbitro: | Aust |

|                |           |                                                |
| Wichniarek 42’ | Marcatori | 23’ Freier 71’ (rig.) Christiansen 90’ Buckley |

| Arbitro: | Koop |

|                  |           |          |
| Christiansen 31’ | Marcatori | 82’ Rahn |

| Arbitro: | Weiner |

|                     |           |                                                   |
| Stranzl 37’ Max 78’ | Marcatori | 1’ Freier 64’ Hashemian 73’ Christiansen 89’ Reis |

### Coppa di Germania
| Arbitro: | Strampe |

|          |           |                                      |
| Broum 3’ | Marcatori | 24’ Buckley 43’ Freier 60’ Hashemian |

| Arbitro: | Koop |

|              |           |                     |
| Guščinas 32’ | Marcatori | 29’ Wosz 53’ Freier |

| Arbitro: | Sippel |

|  |           |            |
|  | Marcatori | 35’ Freier |

| Arbitro: | Wack |

|                                                    |                      |                                      |
| Fahrenhorst 8’ Reis 33’ Christiansen 105’ (rig.)   | Marcatori            | 22’, 27’, 102’ Lokvenc               |
| Schindzielorz Reis Colding Guðjónsson Christiansen | Tiri di rigore 3 – 4 | Koch Klose Lokvenc Grammozīs Bjelica |

## Statistiche

### Statistiche di squadra
| Competizione      | Punti | In casa | In casa | In casa | In casa | In casa | In casa | In trasferta | In trasferta | In trasferta | In trasferta | In trasferta | In trasferta | Totale | Totale | Totale | Totale | Totale | Totale | DR |
| Competizione      | Punti | G       | V       | N       | P       | Gf      | Gs      | G            | V            | N            | P            | Gf           | Gs           | G      | V      | N      | P      | Gf     | Gs     | DR |
| ----------------- | ----- | ------- | ------- | ------- | ------- | ------- | ------- | ------------ | ------------ | ------------ | ------------ | ------------ | ------------ | ------ | ------ | ------ | ------ | ------ | ------ | -- |
| Bundesliga        | 45    | 17      | 6       | 5       | 6       | 26      | 25      | 17           | 6            | 4            | 7            | 29           | 31           | 34     | 12     | 9      | 13     | 55     | 56     | -1 |
| Coppa di Germania | -     | 1       | 0       | 1       | 0       | 3       | 3       | 3            | 3            | 0            | 0            | 6            | 2            | 4      | 3      | 1      | 0      | 9      | 5      | +4 |
| Totale            | 45    | 18      | 6       | 6       | 6       | 29      | 28      | 20           | 9            | 4            | 7            | 35           | 33           | 38     | 15     | 10     | 13     | 64     | 61     | +3 |

### Andamento in campionato
| Giornata  | 1 | 2 | 3 | 4 | 5 | 6 | 7 | 8 | 9 | 10 | 11 | 12 | 13 | 14 | 15 | 16 | 17 | 18 | 19 | 20 | 21 | 22 | 23 | 24 | 25 | 26 | 27 | 28 | 29 | 30 | 31 | 32 | 33 | 34 |
| --------- | - | - | - | - | - | - | - | - | - | -- | -- | -- | -- | -- | -- | -- | -- | -- | -- | -- | -- | -- | -- | -- | -- | -- | -- | -- | -- | -- | -- | -- | -- | -- |
| Luogo     | T | C | T | C | C | T | C | T | C | C  | T  | T  | C  | T  | C  | T  | C  | C  | T  | C  | T  | T  | C  | T  | C  | T  | C  | T  | C  | T  | C  | T  | C  | T  |
| Risultato | V | V | V | N | P | N | P | P | V | V  | P  | V  | P  | N  | P  | N  | N  | V  | P  | V  | P  | N  | P  | P  | P  | P  | N  | P  | V  | V  | N  | V  | N  | V  |
| Posizione | 2 | 1 | 1 | 1 | 3 | 5 | 6 | 9 | 6 | 3  | 3  | 3  | 7  | 8  | 10 | 10 | 8  | 7  | 8  | 8  | 9  | 9  | 9  | 10 | 12 | 14 | 14 | 15 | 13 | 11 | 12 | 10 | 10 | 9  |

Legenda:

Luogo: C = Casa; T = Trasferta. Risultato: V = Vittoria; N = Pareggio; P = Sconfitta.

### Statistiche dei giocatori
| Giocatore         | Bundesliga | Bundesliga | Bundesliga  | Bundesliga | Coppa di Germania | Coppa di Germania | Coppa di Germania | Coppa di Germania | Totale   | Totale | Totale      | Totale     |
| Giocatore         | Presenze   | Reti       | Ammonizioni | Espulsioni | Presenze          | Reti              | Ammonizioni       | Espulsioni        | Presenze | Reti   | Ammonizioni | Espulsioni |
| ----------------- | ---------- | ---------- | ----------- | ---------- | ----------------- | ----------------- | ----------------- | ----------------- | -------- | ------ | ----------- | ---------- |
| M. Bemben         | 24         | 0          | 2           | 0          | 3                 | 0                 | 0                 | 0                 | 27       | 0      | 2           | 0          |
| D. Buckley        | 30         | 3          | 5           | 0          | 3                 | 1                 | 1                 | 0                 | 33       | 4      | 6           | 0          |
| T. Christiansen   | 34         | 21         | 1           | 0          | 2                 | 1                 | 1                 | 0                 | 36       | 22     | 2           | 0          |
| S. Colding        | 34         | 0          | 4           | 0          | 4                 | 0                 | 0                 | 0                 | 38       | 0      | 4           | 0          |
| M. Dickhaut       | 1          | 0          | 0           | 0          | 1                 | 0                 | 0                 | 0                 | 2        | 0      | 0           | 0          |
| F. Fahrenhorst    | 26         | 3          | 4           | 0          | 4                 | 1                 | 0                 | 0                 | 30       | 4      | 4           | 0          |
| M. Fischer        | 2          | 0          | 0           | 0          | 0                 | 0                 | 0                 | 0                 | 2        | 0      | 0           | 0          |
| C. Fiél           | 6          | 0          | 0           | 0          | 1                 | 0                 | 0                 | 0                 | 7        | 0      | 0           | 0          |
| P. Freier         | 32         | 7          | 5           | 0          | 4                 | 3                 | 0                 | 0                 | 36       | 10     | 5           | 0          |
| P. Graulund       | 8          | 2          | 2           | 0          | 1                 | 0                 | 0                 | 0                 | 9        | 2      | 2           | 0          |
| Þ. Guðjónsson     | 29         | 3          | 2           | 0          | 3                 | 0                 | 0                 | 0                 | 32       | 3      | 2           | 0          |
| V. Hashemian      | 34         | 10         | 3           | 0          | 3                 | 1                 | 0                 | 0                 | 37       | 11     | 3           | 0          |
| S. Höhle          | 0          | 0          | 0           | 0          | 0                 | 0                 | 0                 | 0                 | 0        | 0      | 0           | 0          |
| B. Joppe          | 0          | 0          | 0           | 0          | 0                 | 0                 | 0                 | 0                 | 0        | 0      | 0           | 0          |
| R. Kalla          | 26         | 0          | 6           | 0          | 4                 | 0                 | 0                 | 0                 | 30       | 0      | 6           | 0          |
| S. Mandreko       | 7          | 0          | 0           | 0          | 0                 | 0                 | 0                 | 0                 | 7        | 0      | 0           | 0          |
| M. Meichelbeck    | 22         | 0          | 4           | 0          | 3                 | 0                 | 1                 | 0                 | 25       | 0      | 5           | 0          |
| S. Oliseh         | 11         | 0          | 1           | 0          | 1                 | 0                 | 1                 | 0                 | 12       | 0      | 2           | 0          |
| T. Reis           | 18         | 1          | 1           | 0          | 4                 | 1                 | 0                 | 0                 | 22       | 2      | 1           | 0          |
| S. Schindzielorz  | 24         | 2          | 4           | 0          | 3                 | 0                 | 1                 | 0                 | 27       | 2      | 5           | 0          |
| F. Tapalović      | 20         | 1          | 3           | 0          | 2                 | 0                 | 1                 | 0                 | 22       | 1      | 4           | 0          |
| T. Tapalović      | 0          | 0          | 0           | 0          | 0                 | 0                 | 0                 | 0                 | 0        | 0      | 0           | 0          |
| A. Thamm          | 2          | 0          | 0           | 0          | 0                 | 0                 | 0                 | 0                 | 2        | 0      | 0           | 0          |
| C. Vander         | 7          | 0          | 0           | 0          | 2                 | 0                 | 0                 | 0                 | 9        | 0      | 0           | 0          |
| L. Velardi        | 2          | 0          | 0           | 0          | 0                 | 0                 | 0                 | 0                 | 2        | 0      | 0           | 0          |
| A. Vriesde        | 17         | 0          | 5           | 0          | 2                 | 0                 | 0                 | 0                 | 19       | 0      | 5           | 0          |
| D. Woidtke        | 0          | 0          | 0           | 0          | 0                 | 0                 | 0                 | 0                 | 0        | 0      | 0           | 0          |
| D. Wosz           | 30         | 2          | 7           | 0          | 4                 | 1                 | 0                 | 0                 | 34       | 3      | 7           | 0          |
| D. Zajas          | 1          | 0          | 0           | 0          | 0                 | 0                 | 0                 | 0                 | 1        | 0      | 0           | 0          |
| R. van Duijnhoven | 28         | 0          | 2           | 0          | 2                 | 0                 | 0                 | 0                 | 30       | 0      | 2           | 0          |